# 안양 삼막사 감로정 석조
삼막사 감로정 석조는 대한민국 경기도 안양시 만안구 삼막로 478, 삼막사 경내 종무소 앞의 삼층석탑 아래에 위치한 귀부형의 석조이다. 2018년 7월 16일 안양시의 향토문화재 제5호로 지정되었다.

## 개요
삼막사 경내 종무소 앞의 삼층석탑 아래에 위치한 귀부형의 석조로 목을 바짝 움츠린 평판적인 모습의 귀두(龜頭)가 표현되어 있다. 명문에 “도광십칠년정유(道光十七年丁酉)”라 기록된 점으로 보아 헌종 17년(1837년)에 조성된 조선 후기의 불교 유산이다.